# Tagnon
Tagnon est une commune française, située dans le département des Ardennes en région Grand Est.

## Géographie

### Localisation
Sur la RN 51 (E46) entre Reims (29 km) et Charleville-Mézières (57 km).

### Hydrographie
La commune est dans la région hydrographique « la Seine du confluent de l'Oise (inclus) à l'embouchure » au sein du bassin Seine-Normandie. Elle est drainée par le Pilot,.

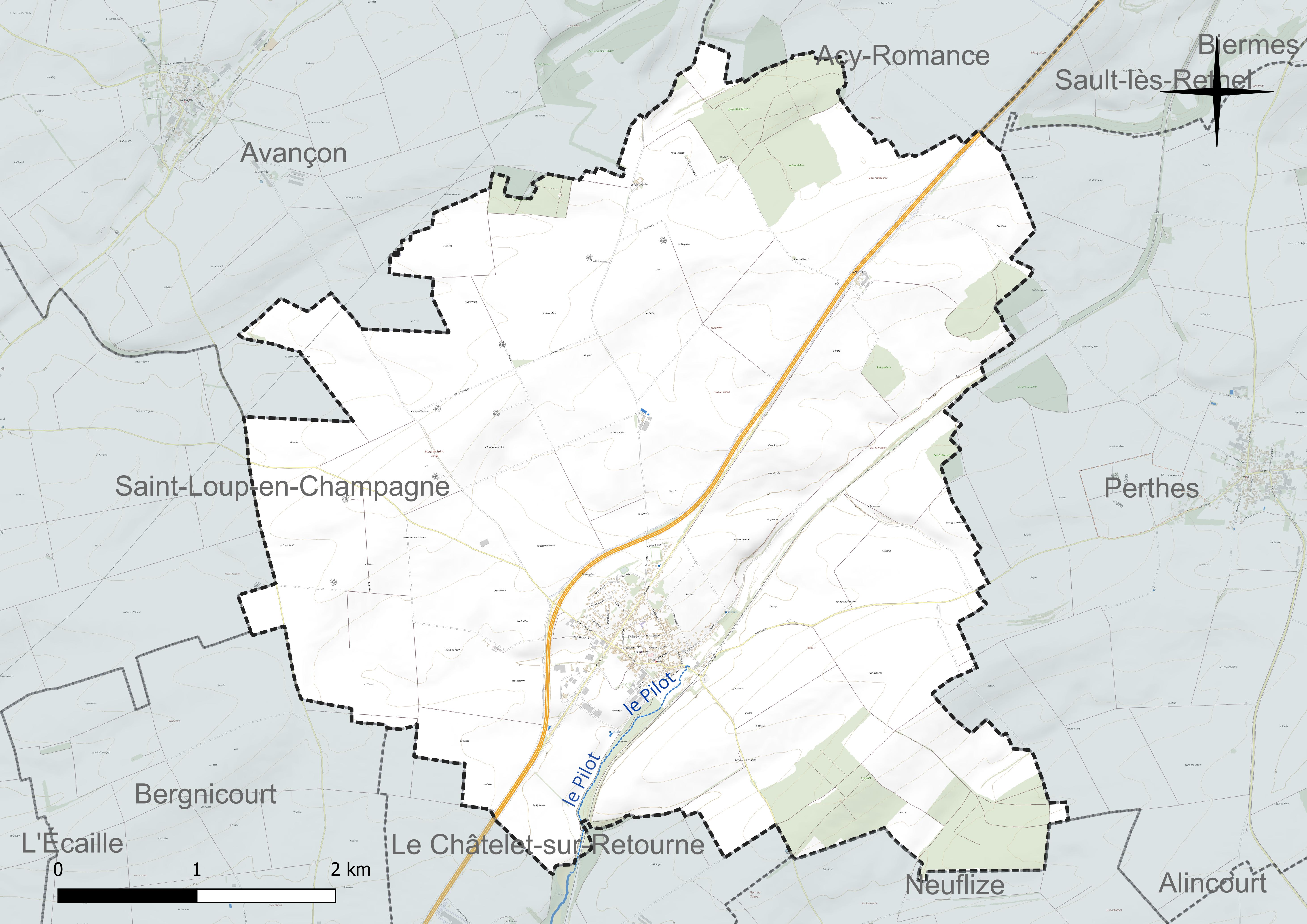
Réseau hydrographique de Tagnon.

### Climat
Pour des articles plus généraux, voir Climat du Grand Est et Climat des Ardennes.
En 2010, le climat de la commune est de type climat océanique dégradé des plaines du Centre et du Nord, selon une étude du Centre national de la recherche scientifique s'appuyant sur une série de données couvrant la période 1971-2000. En 2020, Météo-France publie une typologie des climats de la France métropolitaine dans laquelle la commune est exposée à un climat océanique altéré et est dans la région climatique  Nord-est du bassin Parisien, caractérisée par un ensoleillement médiocre, une pluviométrie moyenne régulièrement répartie au cours de l’année et un hiver froid (3 °C). 
Pour la période 1971-2000, la température annuelle moyenne est de 10,1 °C, avec une amplitude thermique annuelle de 15,5 °C. Le cumul annuel moyen de précipitations est de 763 mm, avec 12,5 jours de précipitations en janvier et 9 jours en juillet. Pour la période 1991-2020, la température moyenne annuelle observée sur la station météorologique de Météo-France la plus proche, « Juniville », sur la commune de Juniville à 8 km à vol d'oiseau, est de 10,8 °C et le cumul annuel moyen de précipitations est de 704,4 mm. 
La température maximale relevée sur cette station est de 41,3 °C, atteinte le 25 juillet 2019 ; la température minimale est de −22,1 °C, atteinte le 13 janvier 1968,,. 
Les paramètres climatiques de la commune ont été estimés pour le milieu du siècle (2041-2070) selon différents scénarios d'émission de gaz à effet de serre à partir des nouvelles projections climatiques de référence DRIAS-2020. Ils sont consultables sur un site dédié publié par Météo-France en novembre 2022.

## Urbanisme

### Typologie
Au 1er janvier 2024, Tagnon est catégorisée bourg rural, selon la nouvelle grille communale de densité à 7 niveaux définie par l'Insee en 2022.
Elle est située hors unité urbaine. Par ailleurs la commune fait partie de l'aire d'attraction de Reims, dont elle est une commune de la couronne,. Cette aire, qui regroupe 294 communes, est catégorisée dans les aires de 200 000 à moins de 700 000 habitants,.

### Occupation des sols
L'occupation des sols de la commune, telle qu'elle ressort de la base de données européenne d’occupation biophysique des sols Corine Land Cover (CLC), est marquée par l'importance des territoires agricoles (88,2 % en 2018), en diminution par rapport à 1990 (90,1 %). La répartition détaillée en 2018 est la suivante : 
terres arables (88,2 %), forêts (8,4 %), zones urbanisées (3,4 %). L'évolution de l’occupation des sols de la commune et de ses infrastructures peut être observée sur les différentes représentations cartographiques du territoire : la carte de Cassini (XVIIIe siècle), la carte d'état-major (1820-1866) et les cartes ou photos aériennes de l'IGN pour la période actuelle (1950 à aujourd'hui).

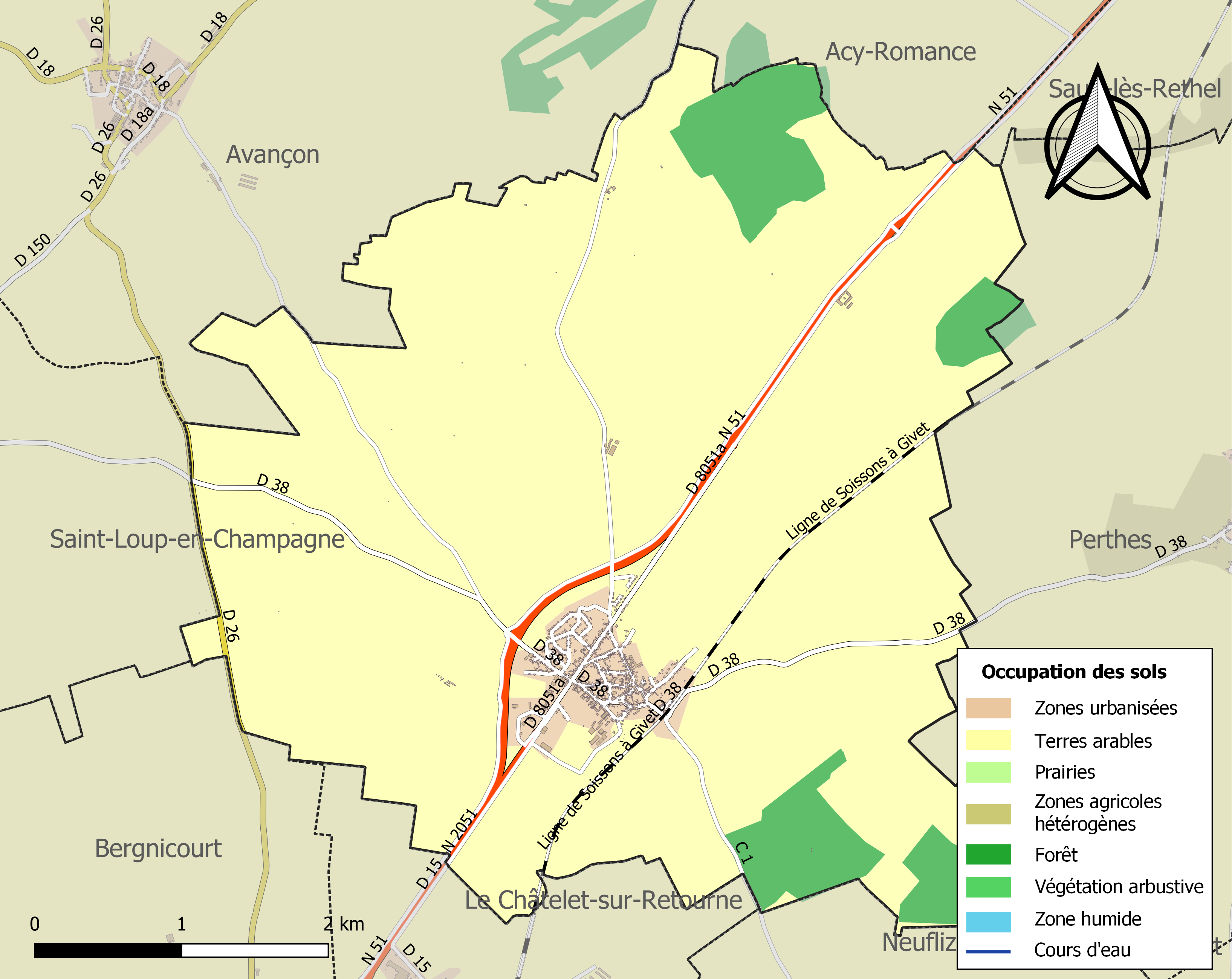
Carte des infrastructures et de l'occupation des sols de la commune en 2018 (CLC).

## Toponymie
Tagnon s'appelait autrefois Pontolie, mot qui semble dériver des ponts en planches sur lesquels on franchissait le Pilot.

## Histoire

### La gare
Tagnon possédait une gare sur la ligne de Soissons à Givet et un bâtiment voyageurs qui semble correspondre au type B de la Compagnie des Chemins de fer de l'Est ». Détruit lors du premier conflit mondial, il fut remplacé par un petit bâtiment de gare type « Reconstruction » identique à celui du Châtelet-sur-Retourne. La gare est désormais fermée et son bâtiment est vide. L'ancien café de la gare et la maison du garde-barrière ont survécu au conflit et existent toujours.

## Politique et administration
| Période                                  | Période   | Identité                            | Étiquette | Qualité                                 |
| ---------------------------------------- | --------- | ----------------------------------- | --------- | --------------------------------------- |
| maire en 1837                            | ?         | Pierre Lecocq-Leblanc (v.1780-1846) |           | Cultivateur Conseiller d'arrondissement |
| 1945                                     | 1977      | Pierre Toufflin                     | Radical   | Conseiller général                      |
| mars 2001                                | mars 2008 | Pierre Boucher                      |           |                                         |
| mars 2008                                | mai 2020  | Pierre Michel                       |           | Agriculteur                             |
| mai 2020                                 | En cours  | Monique Misset                      |           |                                         |
| Les données manquantes sont à compléter. |           |                                     |           |                                         |

## Démographie
L'évolution du nombre d'habitants est connue à travers les recensements de la population effectués dans la commune depuis 1793. Pour les communes de moins de 10 000 habitants, une enquête de recensement portant sur toute la population est réalisée tous les cinq ans, les populations de référence des années intermédiaires étant quant à elles estimées par interpolation ou extrapolation. Pour la commune, le premier recensement exhaustif entrant dans le cadre du nouveau dispositif a été réalisé en 2007.

En 2022, la commune comptait 892 habitants, en évolution de +1,13 % par rapport à 2016 (Ardennes : −2,97 %, France hors Mayotte : +2,11 %).
| 1793 | 1800 | 1806 | 1821  | 1831  | 1836  | 1841  | 1846  | 1851  |
| ---- | ---- | ---- | ----- | ----- | ----- | ----- | ----- | ----- |
| 833  | 903  | 938  | 1 107 | 1 293 | 1 253 | 1 250 | 1 286 | 1 325 |

| 1866  | 1872  | 1876  | 1881  | 1886  | 1891 | 1896 | 1901 | 1906 |
| ----- | ----- | ----- | ----- | ----- | ---- | ---- | ---- | ---- |
| 1 302 | 1 214 | 1 118 | 1 060 | 1 012 | 970  | 946  | 882  | 878  |

| 1911 | 1921 | 1926 | 1931 | 1936 | 1946 | 1954 | 1962 | 1968 |
| ---- | ---- | ---- | ---- | ---- | ---- | ---- | ---- | ---- |
| 800  | 749  | 789  | 842  | 802  | 670  | 752  | 866  | 862  |

| 1975 | 1982 | 1990 | 1999 | 2006 | 2007 | 2012 | 2017 | 2022 |
| ---- | ---- | ---- | ---- | ---- | ---- | ---- | ---- | ---- |
| 825  | 790  | 732  | 743  | 908  | 932  | 919  | 884  | 892  |

## Lieux et monuments

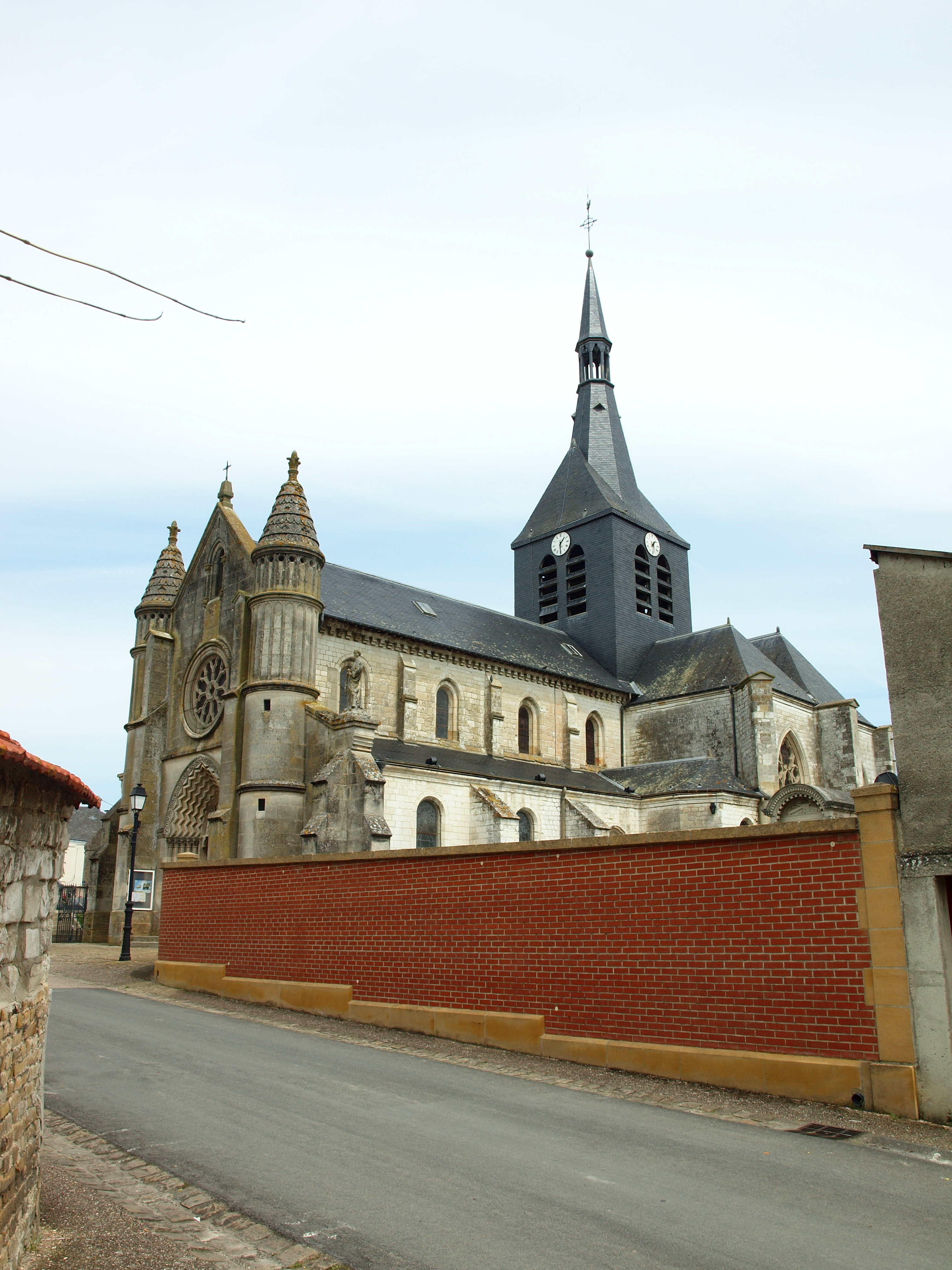
Église Saint-Pierre de Tagnon.

- Église Saint-Pierre inscrit au titre des monuments historiques en 1926[23].

## Personnalités liées à la commune
- Eugène Doyen (1859-1916), il y épouse sa première femme, Lucie Drumel.
- Marie Baudet (1864-1917), peintre et infirmière morte pour la France, native de Tagnon.